# Psycharium pellucens
Psycharium pellucens is een vlinder uit de familie Somabrachyidae. De wetenschappelijke naam van deze soort is voor het eerst geldig gepubliceerd in 1856 door Herrich-Schäffer.
De soort komt voor in tropisch Afrika.